# Abcoulomb
L'abcoulomb (abC o aC), è l'unità di misura della carica elettrica nel sistema delle unità di misura cgs.
Un abcoulomb corrisponde alla quantità di carica elettrica che attraversa in un secondo la sezione trasversale di un conduttore elettrico (ad esempio un cavo elettrico in rame o acciaio) in cui sia stabilita un'intensità di corrente elettrica costante pari a 1 abampere:
{\displaystyle 1\ \mathrm {aC} =1\ \mathrm {aA} \cdot \mathrm {s} }
Un abcoulomb è uguale a dieci coulomb.